# Hufgraben
Der Hufgraben ist ein knapp drei Kilometer langer Bach in Unterfranken, der aus südwestlicher Richtung kommend von links in den Main mündet.

## Verlauf
Der Hufgraben entspringt im südwestlichen Maindreieck auf der Marktheidenfelder Platte auf einer Höhe von etwa 305 m ü. NN aus einer intermittierenden Quelle in einer Wiese in der Flur Neuberg knapp hundert Meter vom nordöstlichen  Ortsrand von Waldbüttelbrunn entfernt.
Er fließt zunächst etwa dreihundert Meter nordostwärts durch Felder und Wiesen, dreht dabei allmählich nach Nordnordosten, läuft dann bald wieder nordostwärts am  Nordwestrand eines kleinen Nadelwaldes entlang und passiert danach die Gemarkungsgrenze nach Zell am Main. Der Bach zieht nun ostwärts durch die Flur Hintere Zeller Rangen am Nordrand eine Mischwaldes entlang, verlässt dann bei den Mittleren Zeller Rangen die offene Flur und betritt den Wald. Er fließt nun begleitet von der von Hettstadt nach Zell führenden Staatsstraße St 2298 (hier Hettstadter Steige) durch ein enges bewaldetes Tal, wechselt nach Nordosten und bildet dann die Grenze von Zell zu Würzburg.
Er läuft nun am Südfusse des Zellerberges (290 m ü. NN) knapp vierhundert Meter an der Grenze entlang, erreicht dann den Zeller Ortsteil Oberzell und verschwindet dort verdolt in den Untergrund. Er quert beim Antoniushaus unterirdisch die Frankfurter Straße (St 2300), läuft dann in Richtung Norden westlich der Hauptstraße unter dem Gelände des Klosters Oberzell hindurch, biegt danach beim St.Klara-Haus scharf nach Ostnordosten ab und mündet schließlich im Naturraum 133.02 Maintal bei Veitshöchheim  verrohrt auf einer Höhe von 168,5 m ü. NN in Oberzell gut zweihundert Meter oberhalb der Laurentiusbrücke von links in den aus dem Südosten heranfließenden Main.